# Alluaudomyia imperfecta
Alluaudomyia imperfecta är en tvåvingeart som först beskrevs av Maurice Emile Marie Goetghebuer 1935.  Alluaudomyia imperfecta ingår i släktet Alluaudomyia och familjen svidknott.
Artens utbredningsområde är Kongo. Inga underarter finns listade i Catalogue of Life.